# ファブリシオ・コロッチーニ
ファブリシオ・コロッチーニ（Fabricio Coloccini, 1982年1月22日 - ）は、アルゼンチン・コルドバ出身のイタリア系アルゼンチン人の元サッカー選手。元アルゼンチン代表。ポジションはディフェンダー（センターバック）。

## クラブ経歴

### ボカ・ジュニアーズ
コルドバ出身であり、AAアルヘンティノス・ジュニアーズの下部組織に在籍していたが、その後ボカ・ジュニアーズの下部組織に移り、16歳だった1998年にボカ・ジュニアーズからトップチームデビューした。ボカ・ジュニアーズではわずか2試合しか出場していない。

### ミラン
1999年夏、イタリアのACミランに移籍した。クラブ間の合意がなされないまま移籍が発表されたために議論を呼び起こし、国際サッカー連盟 (FIFA) はACミランにボカ・ジュニアーズへの補償金の支払いを命じた。アルベルト・ザッケローニ監督は若手の起用に慎重であり、1999-2000シーズンはトップチームで1試合も出場機会がなかった。

#### 母国とスペインでのレンタル生活
2000年夏には母国のCAサン・ロレンソ・デ・アルマグロにレンタル移籍し、クラウスーラ2001で19試合に出場して3得点を挙げて優勝に手を貸した。2001年から2004年にはスペインの3つのクラブ、デポルティーボ・アラベス、アトレティコ・マドリード、ビジャレアルCFにレンタル移籍し、常にレギュラーポジションを勝ち取った。アラベス時代の2001-02シーズンには33試合に出場し、ディフェンダーながら主にヘディングシュートで6得点を奪う活躍を見せた。

### デポルティーボ・ラ・コルーニャ
2004年夏にACミランに復帰し、2004-05シーズンのリーグ戦1試合に出場したが、2005年1月31日にスペインのデポルティーボ・ラ・コルーニャと6年契約を結んだ。デポルティーボ在籍期間中は絶対的なレギュラーであり、センターバック、右サイドバック、センターハーフと様々な守備的なポジションで起用された。2007-08シーズンはリーグ戦全試合に出場して4得点を挙げ、UEFAインタートトカップ出場権を獲得した。

### ニューカッスル・ユナイテッド
2008年8月6日、イングランドのニューカッスル・ユナイテッドFCと5年契約を結んだ。移籍金は1030万ポンド。契約から2日後、マンチェスター・ユナイテッドFCとの2008-09シーズン開幕戦 (1-1) でいきなり先発出場してデビューし、90分間プレーして猛攻を防ぐ活躍を見せた。同じく新加入のセバスティアン・バソングとセンターバックのコンビを組むことが多く、2009年の1月まで全試合にフル出場を続けたが、大敗したリヴァプールFC戦 (1-5) などのプレーは強く批判された。2月1日のサンダーランドAFC戦で初めて先発を外れ、結局ニューカッスルはフットボールリーグ・チャンピオンシップ（2部相当）降格となった。降格したにもかかわらずコロッチーニはクラブにとどまり、守備陣の頼みの綱であり続けた。スティーブン・テイラー、マイク・ウィリアムソン、フィッツ・ホール、タマシュ・カダルなど様々な選手とコンビを組み、リーグで最も堅固なディフェンスラインを築いたほか、カーディフ・シティFC戦 (1-0) とワトフォードFC戦のそれぞれでヘディングシュートによるゴールを決めている。フットボールリーグ・チャンピオンシップを制覇してプレミアリーグ昇格を決め、自身はPFA年間ベストイレブンに選ばれた。2010年10月16日、本拠地セント・ジェームズ・パークで行われたウィガン・アスレティックFC戦 (2-2) では移籍後初めてキャプテンを任された。ロスタイム4分にプレミアリーグ初得点となる得点を決め、0-2の劣勢から追いついて勝ち点1を獲得した。
2011年1月22日、29歳の誕生日に行われたトッテナム・ホットスパーFC戦 (1-1) ではストライカーのような得点を挙げ、ニューカッスルでの公式戦通算100試合出場に華を添えた。1月にはS・テイラーと短期間だけコンビを組んだが、その後はウィリアムソンとコンビを組んで4月まで好調を続けた。4月2日のウルヴァーハンプトン・ワンダラーズFC戦 (4-1) ではディフェンダーでありながら走り込みやゲームメークなどで頻繁に前線に顔を出し、ペーター・レーヴェンクランズの得点をアシストした。アラン・パーデュー監督はコロッチーニを「トッププレーヤー」と称賛し、同時に「（攻撃的な役割を）続けてもらいたい」と要求したため、センターバックからの攻撃参加の機会が増えた。
2011年夏にケヴィン・ノーランが2部に降格したウェストハム・ユナイテッドFCに移籍したことにより、7月8日にニューカッスルの新キャプテンに就任した。2012年3月3日、クラブとの契約を2016年まで延長した。

### サン・ロレンソ復帰
2016年7月5日、ニューカッスルとの契約を解消し、15年ぶりにCAサン・ロレンソ・デ・アルマグロへ復帰した。

## 代表経歴

### 世代別代表
2001年6月、U-20アルゼンチン代表のキャプテンとして自国開催のFIFAワールドユース選手権に出場すると、グループステージで2得点を挙げる活躍を見せ、大会得点王となったハビエル・サビオラとともに同国を優勝に導いた。2004年にはU-23アルゼンチン代表としてアテネオリンピックに出場し、サビオラや得点王となったカルロス・テベスらとともに金メダルを獲得した。

### A代表
2003年4月30日、リビアとの親善試合でアルゼンチン代表デビューした。2005年にはFIFAコンフェデレーションズカップに出場し、カメルーンとのグループリーグ初戦で得点した。2006年にはドイツで開催されたFIFAワールドカップに出場した。グループリーグのニュージーランド戦に途中出場し、準々決勝のドイツ戦に先発出場したが、ドイツにPK戦の末に敗れた。

## 個人成績
2012年5月13日時点
| クラブ成績   | クラブ成績         | クラブ成績         | リーグ | リーグ | カップ     | カップ     | リーグ杯 | リーグ杯 | 国際大会   | 国際大会   | 通算 | 通算 |
| シーズン     | クラブ             | リーグ             | 出場   | 得点   | 出場       | 得点       | 出場     | 得点     | 出場       | 得点       | 出場 | 得点 |
| アルゼンチン | アルゼンチン       | アルゼンチン       | リーグ | リーグ | カップ     | カップ     | リーグ杯 | リーグ杯 | 南米       | 南米       | 通算 | 通算 |
| ------------ | ------------------ | ------------------ | ------ | ------ | ---------- | ---------- | -------- | -------- | ---------- | ---------- | ---- | ---- |
| 1998-99      | ボカ・ジュニアーズ | プリメーラ         | 2      | 1      | 0          | 0          | 0        | 0        | 0          | 0          | 2    | 1    |
| イタリア     | イタリア           | イタリア           | リーグ | リーグ | イタリア杯 | イタリア杯 | リーグ杯 | リーグ杯 | ヨーロッパ | ヨーロッパ | 通算 | 通算 |
| 1999-00      | ACミラン           | セリエA            | 0      | 0      | 0          | 0          | 0        | 0        | 0          | 0          | 0    | 0    |
| アルゼンチン | アルゼンチン       | アルゼンチン       | リーグ | リーグ | カップ     | カップ     | リーグ杯 | リーグ杯 | 南米       | 南米       | 通算 | 通算 |
| 2000-01      | サン・ロレンソ     | プリメーラ         | 19     | 3      | 0          | 0          | 0        | 0        | 0          | 0          | 19   | 3    |
| スペイン     | スペイン           | スペイン           | リーグ | リーグ | 国王杯     | 国王杯     | リーグ杯 | リーグ杯 | ヨーロッパ | ヨーロッパ | 通算 | 通算 |
| 2001-02      | アラベス           | ラ・リーガ         | 33     | 6      | 0          | 0          | 0        | 0        | 0          | 0          | 33   | 6    |
| 2002-03      | A・マドリード      | ラ・リーガ         | 27     | 0      | 0          | 0          | 0        | 0        | 0          | 0          | 27   | 0    |
| 2003-04      | ビジャレアル       | ラ・リーガ         | 32     | 1      | 0          | 0          | 0        | 0        | 11         | 0          | 43   | 1    |
| イタリア     | イタリア           | イタリア           | リーグ | リーグ | イタリア杯 | イタリア杯 | リーグ杯 | リーグ杯 | ヨーロッパ | ヨーロッパ | 通算 | 通算 |
| 2004-05      | ミラン             | セリエA            | 1      | 0      | 0          | 0          | 0        | 0        | 1          | 0          | 2    | 0    |
| スペイン     | スペイン           | スペイン           | リーグ | リーグ | 国王杯     | 国王杯     | リーグ杯 | リーグ杯 | ヨーロッパ | ヨーロッパ | 通算 | 通算 |
| 2004-05      | デポルティーボ     | ラ・リーガ         | 15     | 1      | 0          | 0          | 0        | 0        | 0          | 0          | 15   | 1    |
| 2005-06      | デポルティーボ     | ラ・リーガ         | 26     | 0      | 4          | 0          | 0        | 0        | 0          | 0          | 30   | 0    |
| 2006-07      | デポルティーボ     | ラ・リーガ         | 26     | 0      | 2          | 0          | 0        | 0        | 0          | 0          | 28   | 0    |
| 2007-08      | デポルティーボ     | ラ・リーガ         | 38     | 4      | 0          | 0          | 0        | 0        | 0          | 0          | 38   | 4    |
| イングランド | イングランド       | イングランド       | リーグ | リーグ | FAカップ   | FAカップ   | FLカップ | FLカップ | ヨーロッパ | ヨーロッパ | 通算 | 通算 |
| 2008-09      | ニューカッスル     | プレミア           | 34     | 0      | 2          | 0          | 2        | 0        | 0          | 0          | 38   | 0    |
| 2009-10      | ニューカッスル     | チャンピオンシップ | 37     | 2      | 3          | 0          | 0        | 0        | 0          | 0          | 40   | 2    |
| 2010-11      | ニューカッスル     | プレミア           | 35     | 2      | 1          | 0          | 1        | 0        | 0          | 0          | 37   | 2    |
| 2011-12      | ニューカッスル     | プレミア           | 35     | 0      | 1          | 0          | 3        | 1        | 0          | 0          | 39   | 1    |
| 2012-13      | ニューカッスル     | プレミア           | 22     | 0      | 0          | 0          | 1        | 0        | 7          | 0          | 30   | 0    |
| 2013-14      | ニューカッスル     | プレミア           | 27     | 0      | 0          | 0          | 1        | 0        | 0          | 0          | 28   | 0    |
| 2014-15      | ニューカッスル     | プレミア           | 32     | 1      | 0          | 0          | 4        | 0        | 0          | 0          | 36   | 1    |
| 2015-16      | ニューカッスル     | プレミア           | 21     | 1      | 1          | 0          | 0        | 0        | 0          | 0          | 22   | 1    |
| 通算         | アルゼンチン       | アルゼンチン       | 21     | 4      | 0          | 0          | 0        | 0        | 0          | 0          | 21   | 4    |
| 通算         | イタリア           | イタリア           | 1      | 0      | 0          | 0          | 0        | 0        | 1          | 0          | 2    | 0    |
| 通算         | スペイン           | スペイン           | 197    | 12     | 6          | 0          | 0        | 0        | 11         | 0          | 214  | 12   |
| 通算         | イングランド       | イングランド       | 236    | 6      | 8          | 0          | 12       | 1        | 7          | 0          | 263  | 7    |
| 総通算       | 総通算             | 総通算             | 455    | 22     | 17         | 0          | 12       | 1        | 19         | 0          | 503  | 23   |

## 代表歴

### 出場大会
- アルゼンチン代表
  - 2006 FIFAワールドカップ

### 試合数
- 国際Aマッチ 39試合 1得点（2003年-2013年）[11]

| アルゼンチン代表 | 国際Aマッチ | 国際Aマッチ |
| 年               | 出場        | 得点        |
| ---------------- | ----------- | ----------- |
| 2003             | 3           | 0           |
| 2004             | 8           | 1           |
| 2005             | 11          | 0           |
| 2006             | 4           | 0           |
| 2007             | 0           | 0           |
| 2008             | 6           | 0           |
| 2009             | 1           | 0           |
| 2010             | 1           | 0           |
| 2011             | 0           | 0           |
| 2012             | 1           | 0           |
| 2013             | 4           | 0           |
| 通算             | 39          | 1           |

## タイトル

### クラブ
ボカ・ジュニアーズ
- プリメーラ・ディビシオン：2回 (1998-99A, 1998-99C)

サン・ロレンソ
- プリメーラ・ディビシオン：1回 (2000-01C)

ニューカッスル・ユナイテッド
- フットボールリーグ・チャンピオンシップ：1回 (2009-10)
- テレサ・エレーラ杯：1回 (2010)

### 代表
U-20アルゼンチン代表
- FIFAワールドユース選手権：1回 (2001)

U-23アルゼンチン代表
- 夏季オリンピック 金メダル：1回 (2004)

### 個人
- チャンピオンシップ PFA年間ベストイレブン：1回 (2009-10)